# 力行

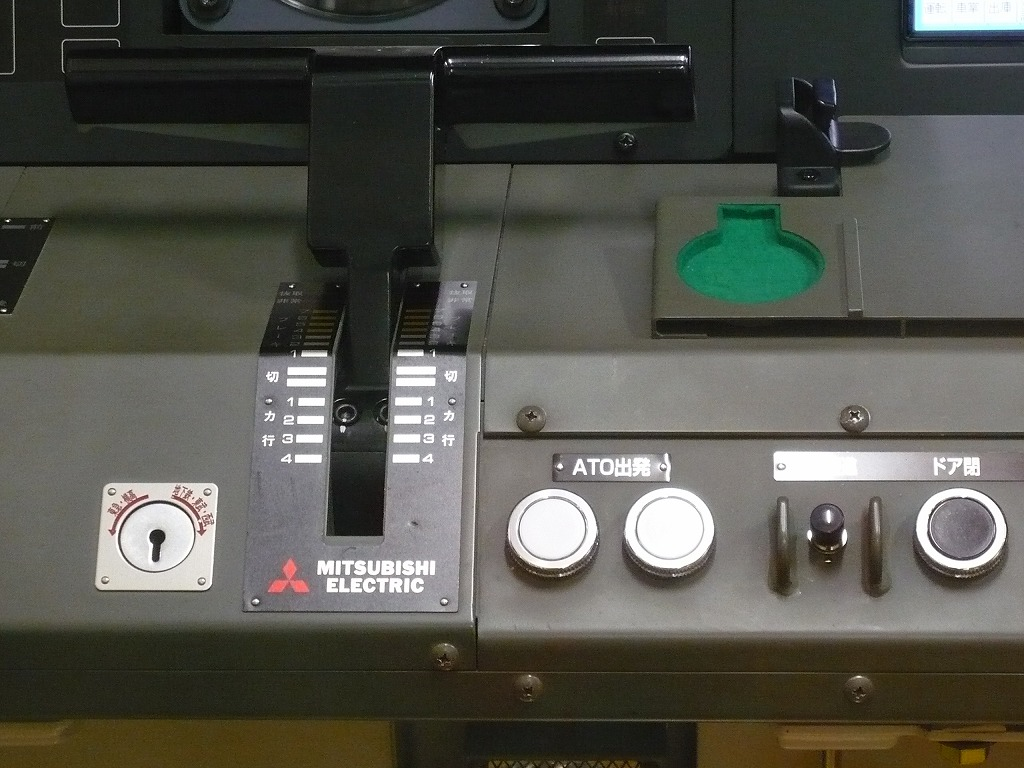
東京メトロ10000系電車のマスコンハンドル。
写真は制動最終段の奥となるマスコン・キーの抜取（ぬきとり）位置で、そこから切（きり = 中立）位置までが制動、切からさらに手前に引くと力行となる。

力行（りっこう、りきこう、りょっこう、りょくこう）とは、鉄道において動力車の主電動機や内燃機関]の動力を車輪（駆動輪）に伝え、加速、または上り勾配で均衡速度を保つこと。
通常は主幹制御器（マスコン）に付いているハンドル操作によって行う。自動車に例えると力行はアクセルペダルを踏んでいる状態に相当する。対してその運動エネルギーを熱エネルギーや電気エネルギーなどに変換して減速することをブレーキまたは制動といい、どちらでもない状態（平坦ならほぼ一定速度を保つが、実際は列車抵抗のために僅かずつ速度が落ちてゆく）を惰行（だこう）という。